# 톰 맥카머스
톰 맥카머스(Tom McCamus, 1955년 7월 25일 ~ )는 캐나다의 배우, 연극 배우, 텔레비전 배우이다.
위니펙에서 태어났다.

## 방송
- 더 트루 히스토리

## 영화
- 룸 (2015년) - 레오 역
- 사마리탄 (2012년) - 디컨 역
- 아론 스톤 (2009년)
- 카이로 타임 (2009년) - 마크 역
- 킬샷 (2008년)
- 악마와 악수 (2007년)
- 진저 스냅 3 (2004년)
- 드라마 퀸 (2004년) - 칼럼 역
- 트리니티 (2003년)
- 퍼펙트 파이 (2002년)
- 토르소 (2002년)
- 스틸 (2002년)
- 뮤턴트 X (2001년)
- 센츄리 호텔 (2001년)
- 차일드 콜렉터 (2000년)
- 큐비스트 (2000년)
- 더 클레임 (2000년)
- 아인 랜드의 열정 (1999년)
- 달콤한 후세 (1997년)
- 퍼스트 디그리 (1995년)
- 의혹의 함정 (1993년)
- 크라임 웨이브 (1993년)
- 뷰티풀 드리머즈 (1990년)
- 노먼의 대경험 (1988년) - 노먼 역
- 13일의 금요일 - TV 시리즈 (1987년)